# 英国广播公司世界服务电视频道
英国广播公司世界服务电视频道（英語：BBC World Service Television），通常缩写为BBCWSTV，在亚洲境内被香港卫星电视（STAR TV）转播时也曾称卫视新闻台，是1991年至1995年间两个BBC国际卫星电视频道的名称。这是 BBC 首次涉足全球电视广播领域的频道。在欧洲，它是BBC TV Europe自1991年3月11日起的取代者。该服务频道还在亚洲于1991 年 10 月 14 日推出，作为 24 小时新闻和信息服务频道，最初由李嘉诚之子李泽楷创办的香港卫星电视（StarTV）转播，播出的节目与欧洲版略有差异。该频道是英国广播公司国际新闻频道的前身。
与当时的BBC国际频道不同，它不是由英国政府通过补助金资助的。 相反，它的资金来源要么是通过电视转播商收费的盈利，要么是商业广告，个别有线或卫星提供商在本地转播频道时会插入广告。新闻标题、预告片和其他新闻消息环节的广告插入是为了填补本地转播商未能播放广告的情况下的空白。

## 播出情况

### 欧洲
在欧洲，BBC WSTV 于1991年3月11日取代BBC TV Europe，成为BBC的收费电视频道。与BBC TV Europe一样，该频道提供的内容相当于BBC1和BBC2的混合体。然而，BBC 欧洲电视台似乎連續地直接重播BBC1和与英国时间 ( GMT / BST ) 同步时间表的节目，它的时间表与中欧时间更加同步，并且许多首播节目都时移到更适合在欧洲中部观看的时间，以及播放电视中心提供的世界服务新闻公告。BBC 国际新闻演播室看起来就像 BBC 的英国国内新闻的演播室，尽管台标不同。该频道还同步播出由Studio A提供并在CBBC同步播出的节目。

### 欧洲以外地区
在欧洲以外，BBC世界电视台是 24 小时新闻、信息和时事服务频道的名称，于1991年10月14日在亚洲推出，由Star TV也就是香港卫星电视有限公司（当时简称“卫星电视”，2001年改名为星空传媒，现已更名为“迪士尼传媒集团 (亚太)”）一度以“卫视新闻台”的名义转播，也可通过亚洲卫星从土耳其到韩国收看。与CNN International（美国有线电视新闻网国际新闻网络）竞争的区别在于，它播放了英国广播公司第一台和英国广播公司第二台的时事和纪录片节目，以及BBC World Service News和Star Plus上播出的娱乐节目。时任香港卫星电视有限公司负责人的李泽楷在接受《纽约时报》采访时，在被问及为什么香港卫星电视有限公司选择转播 BBC WSTV 而不是 CNN 时，指出 CNN 对海湾战争的报道中存在倾向于美国政府的偏见。
鲁珀特·默多克 (Rupert Murdoch)旗下的新闻集团 (News Corporation)于 1993 年开始收购 Star TV（香港卫星电视），于1995年7月全资收购。1994年3月，在BBC WSTV播出了违反中国大陆法律的涉政内容引起中国大陆政府不满之后，当时刚接手香港卫星电视的默多克为了让卫星电视尽快在中国大陆落地，加之默多克不太看好BBC，便让BBC和香港卫星电视有限公司在庭外和解后达成协议，逐渐将 BBC 世界服务电视台从卫星电视播送的频道中剔除。这一决策还引发时任香港总督彭定康的不满。BBC WSTV后于1994年4月中旬从东北亚频道中删除，原有频谱部分被转换成卫星电视新开播的卫视国际电影台和卫视电影台，但在亚洲其他地区的频道播出将持续到1996年3月31日。  
BBC World Service Television 节目也在非洲通过M-Net播出，该频道于1992年4月15日推出，每天播出11小时。在加拿大，它的频道每天在CBC Newsworld上播出数次。 
BBC世界电视新闻广播在马来西亚的TV1上播出直至1994年5月，后BBC要求其停止向马来西亚提供其内容，并要求TV1应不删减地播放BBC的内容， TV1的运营商RTM认为这是不公平的，它还表示，BBC忽视了亚洲人所关心的内容和其文化价值观。

## 频道演播情况
该频道从1991年到1994年使用了Computer Originated World的演示设备，该设备之前曾在1985年至1991年期间在英国广播公司第一台的节目上使用过。世界地图保持不变，但底部的图例改为BBC 徽标，下方有斜体“World Service”。设备的装饰风格和设备静态节目标题反映了当时英国广播公司第一台和第二台当时的频道的风格。标题的侧边栏采用模糊的细线样式，类似于 WSTV 公告所使用的样式。该频道还使用了以地球仪为特色的休息保险杠，以及以牛地球仪为特色的促销保险杠，该保险杠分成侧面和底部的线条。
在该设备重新启用时，BBC WSTV采用了后来被BBC World使用的旗帜外观的变体，其中仅包含 BBC 徽标。 
该频道在屏幕右上角有一个永久的 BBC 标志台标。

## 频道分拆
1995年1月26日星期四，格林威治标准时间19时整，BBC世界服务电视台被分为两个新的电视频道，在伦敦白城的BBC电视中心播出：
- 英国广播公司新闻频道 (国际) ：24小时免费英语地面国际新闻频道：新闻信息、商业和财经新闻杂志和时事电视频道。
- 英国广播公司娱乐台：24 小时英语生活、综艺和娱乐有线电视频道，播送综艺、文化、休闲、生活、艺术和轻娱乐节目。 [17]